# 長谷川式認知症スケール
長谷川式認知症スケール（はせがわしきにんちしょうスケール）とは、長谷川和夫によって作成された簡易的な知能検査であり、主に認知症患者のスクリーニングのために用いられる。言語性知能検査であるため、失語症・難聴などがある場合は検査が困難となる。日本においては、MMSEと並んでよく用いられる。かつては長谷川式簡易知能評価スケール（はせがわしきかんいちのうひょうかスケール、HDS-R）と呼ばれていたものの、2004年4月に痴呆症から認知症へ改称されたことに伴い、現在の名称に変更されている。認知症のスクリーニングとして用いられる場合は、およそ10～15分を要する。1974年に公表され、1991年に改訂版が公表された。

## 評価
総合点における評価がよく知られている。HDS-R20点以下で、認知症の可能性が高まるとされている。また認知症であることが確定している場合は、HDS-R20点以上で軽度・11～19点の場合は中等度・10点以下で高度と判定する。また、どのような認知機能の障害かを判定するために、どの項目で失点したかの記載も必要となる。

## 注意点
これは長谷川式認知症スケールで認知症の状態を調べる時だけに限る話ではないものの、このようなテストは「受ける人がやる気を出して、自分の能力の最大限を発揮するということがないと、正確に評価できません」と開発者の長谷川自身が述べており、またそのように仕向けるためには、診療する側の技術が必要だとも述べている。この他、テストを受ける人が傷つかないように実施しなければならない、という趣旨のことも長谷川は述べている。

## 開発経緯
考案者の長谷川は、開発当時「痴呆症」と呼ばれていた認知症を、誰が診断しても同じ結果になるような尺度を作るべく、診断のために必要な項目を作成し、その結果が数値化できるように作成したと語っている。
そのようにして作成されていった尺度は、1974年に「長谷川式簡易知能評価スケール」として発表された。その後も日本では長らく、そのままの名称で呼ばれていたが、2004年4月に痴呆症が認知症と改称されたことを契機に、長谷川式認知症スケールと改称された。なお、長谷川は自身が認知症を自覚した時には、内容を全て覚えている「長谷川式認知症スケール」の検査は意味がないとして、他の検査を受けさせてもらったという。